# Blåhuvad tangara
Blåhuvad tangara (Stilpnia cyanicollis) är en fågel i familjen tangaror inom ordningen tättingar.

## Utseende och läte
Blåhuvad tangara är en liten tangara med slående fjäderdräkt, mestadels svartaktig med skinande blått huvud och halmgula skuldror. Den liknar mest lavendelhuvad tangara, men har mörk (ej vit) buk och skuldran är mer beigefärgad.

## Utbredning och systematik
Blåhuvad tangara förekommer dels i lägre bergstrakter i Anderna, dels i låglänta områden i Brasilien. Den delas in i sju underarter med följande utbredning:
- Stilpnia cyanicollis granadensis – Anderna i Colombia
- Stilpnia cyanicollis caeruleocephala – östra Anderna i centrala Colombia till östra Ecuador och norra Peru
- Stilpnia cyanicollis hannahiae – Colombia (öster om östra Anderna) och västra Venezuela
- Stilpnia cyanicollis cyanopygia – västra Ecuador
- Stilpnia cyanicollis cyanicollis – östra Peru (norrut till Huánuco) och östra Bolivia
- Stilpnia cyanicollis melanogaster – västra Amazonområdet i Brasilien (Amazonflodens avrinningsområde i västra Mato Grosso)
- Stilpnia cyanicollis albotibialis – östra Brasilien (södra Pará och södra Goiás)

### Släktestillhörighet
Traditionellt placeras arten i släktet Tangara. Genetiska studier visar dock att släktet är polyfyletiskt, där en del av arterna står närmare släktet Thraupis. Dessa resultat har implementerats på olika sätt av de internationella taxonomiska auktoriteterna, där vissa expanderar Tangara till att även inkludera Thraupis, medan andra, som tongivande Clements et al., delar upp Tangara i mindre släkten. I det senare fallet lyfts blåhuvad tangara med släktingar ut till släktet Stilpnia, och denna linje följs här.

## Levnadssätt
Blåhuvad tangara hittas i skog, skogsbryn och trädgårdar. Den ses vanligen i par eller smågrupper, ofta i flockar tillsammans med andra arter som rör sig genom trädtaket. Fågeln besöker gärna fågelmatningar.

## Status
Arten har ett stort utbredningsområde och beståndet anses stabilt. Internationella naturvårdsunionen IUCN listar den därför som livskraftig (LC).